# Habel

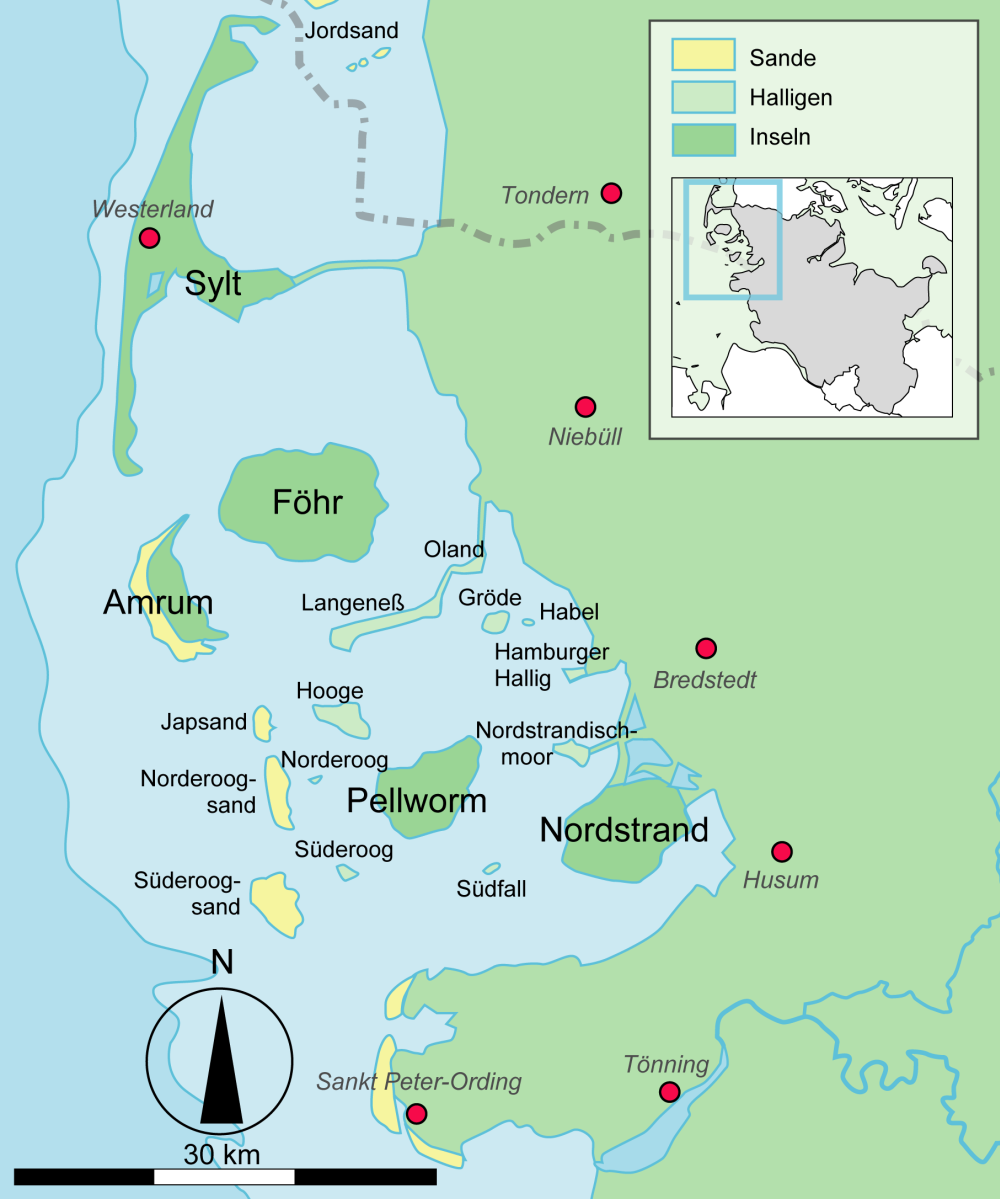
Overzichtskaart van de Duitse Noord-Friese Waddeneilanden

Habel (Noord-Fries: Haabel) is met 3,6 ha, de kleinste Hallig in de Duitse Noord-Friese Waddeneilanden en behoort bestuurlijk tot de gemeente Gröde. De lengte van het eiland bedraagt 340 meter en de breedte zo'n 100 meter.
Op Habel is een warft (Noord-Duitse benaming voor terp), de Norderwarft, met een vogelbeschermingsstation, dat alleen in de zomer bemand is. In de negentiende eeuw bestond er nog een tweede warft, de Süderwarft. Deze verdween aan het einde van die eeuw in zee.
Habel ligt in Zone I van het Nationaal Park Schleswig-Holsteinisches Wattenmeer en het betreden van het eiland is verboden voor het publiek. De Hallig is eigendom van de deelstaat Sleeswijk-Holstein en wordt beheerd door de vereniging Jordsand vanuit hun hoofdkantoor in Ahrensburg. Habel dient als broed- en rustplaats voor veel zeevogels, vooral voor rotganzen en Noordse sternen.
- Gemeinsame Normdatei: 4632439-2
- Library of Congress Control Number: n2003046592
- Nationale Bibliotheek van Israël: 987007489298705171
- Virtual International Authority File: 131547200